# Вольная Дружина
Вольная Дружина (укр. Вільна Дружина) — село в Чулаковской сельской общине Скадовского района Херсонской области Украины.
Население по переписи 2001 года составляло 49 человек. Почтовый индекс — 75622. Телефонный код — 5539. Код КОАТУУ — 6522385002.

## История села Вольная Дружина
Из архивной справки государственного архива Херсонской области от 25 января 2012 года, сделанной по запросу местного сельсовета:
На 1 января 1928 г. — выселок Червоно-Прапорского сельсовета, который насчитывал 19 крестьянских хозяйств, 138 жителей (67 муж., 71 жен.) преимущественно украинской национальности.
На 1 сентября 1946 г. — село Прогнойского сельсовета. По решению исполкома Херсонского областного Совета депутатов трудящихся от 31 июля 1958 г. № 716 — Памятненского сельсовета. От 14 мая 1959 г. — Садовского сельсовета. Территория совхоза «Каракульэкспорт», потом — «Южный».

## Местный сельский совет
75622, Херсонская обл., Голопристанский р-н, с. Садовое, ул. Советская, д. 1.

Официальный сайт Садовского сельского совета https://web.archive.org/web/20120513211229/http://sadivskasr.org.ua/